# Quincy (Fernsehserie)/Episodenliste
Diese Episodenliste enthält alle Episoden der US-amerikanischen Fernsehserie Quincy in der Reihenfolge ihrer Erstausstrahlung in den Vereinigten Staaten. Von 1976 bis 1983 entstanden in acht Staffeln insgesamt 148 Episoden. Die Erstausstrahlung in den USA erfolgte durch NBC und vom 10. März 1981 bis zum 30. März 1986 sendete die ARD 15 Episoden von Quincy in deutscher Sprache, vom 28. September 1992 bis zum 4. Oktober 1994 reichte RTL in Deutschland die fehlenden 133 Episoden nach.

## Staffel 1
| Nr. (ges.) | Nr. (St.) | Deutscher Titel            | Originaltitel                       | Erstausstrahlung USA | Deutschsprachige Erstausstrahlung (D) |
| ---------- | --------- | -------------------------- | ----------------------------------- | -------------------- | ------------------------------------- |
| 01         | 01        | Mord im Rathaus            | Go Fight City Hall -- To The Death! | 3. Okt. 1976         | 10. Mär. 1981 (Auf ARD)               |
| 02         | 02        | Dem ersten Anschein nach   | Who’s Who In Neverland?             | 10. Okt. 1976        | 28. Sep. 1992 (Auf RTL)               |
| 03         | 03        | Macht ohne Ohnmacht        | A Star Is Dead                      | 28. Nov. 1976        | 29. Dez. 1992 (Auf RTL)               |
| 04         | 04        | Kein gewöhnlicher Feiertag | Hot Ice, Cold Hearts                | 2. Jan. 1977         | 30. Mär. 1986 (Auf ARD)               |

## Staffel 2
| Nr. (ges.) | Nr. (St.) | Deutscher Titel              | Originaltitel                                 | Erstausstrahlung USA | Deutschsprachige Erstausstrahlung (D) |
| ---------- | --------- | ---------------------------- | --------------------------------------------- | -------------------- | ------------------------------------- |
| 05         | 01        | Tod im Casino, Teil 1        | Snake Eyes (1)                                | 4. Feb. 1977         | 30. Mär. 1986 (Auf ARD)               |
| 06         | 02        | Tod im Casino, Teil 2        | Snake Eyes (2)                                | 4. Feb. 1977         | 30. Mär. 1986 (Auf ARD)               |
| 07         | 03        | Puzzlespiel                  | … The Thigh Bone’s Connected To The Knee Bone | 11. Feb. 1977        | 26. Mai 1985 (Auf ARD)                |
| 08         | 04        | Willkommen im Paradies       | Visitors In Paradise                          | 18. Feb. 1977        | 6. Okt. 1992 (Auf RTL)                |
| 09         | 05        | Die zwei Seiten der Wahrheit | The Two Sides Of Truth                        | 25. Feb. 1977        | 13. Sep. 1983 (Auf ARD)               |
| 10         | 06        | Ein Fall von Fahrerflucht    | Hit And Run At Danny’s                        | 11. März 1977        | 21. Apr. 1981 (Auf ARD)               |
| 11         | 07        | Die lebendige Leiche         | Has Anybody Here Seen Quincy?                 | 18. März 1977        | 5. Okt. 1992 (Auf RTL)                |
| 12         | 08        | Kindesmisshandlung           | A Good Smack In The Mouth                     | 15. Apr. 1977        | 6. Okt. 1992 (Auf RTL)                |
| 13         | 09        | Der Hot Dog-Killer           | The Hot Dog Murder                            | 22. Apr. 1977        | 8. Feb. 1993 (Auf RTL)                |
| 14         | 10        | Strahlende Überraschung      | An Unfriendly Radiance                        | 29. Apr. 1977        | 4. Okt. 1992 (Auf RTL)                |
| 15         | 11        | Der Pater und das Callgirl   | Sullied Be Thy Name                           | 6. Mai 1977          | 12. Okt. 1992 (Auf RTL)               |
| 16         | 12        | Mysteriöse Morde             | Valleyview                                    | 13. Mai 1977         | 5. Okt. 1992 (Auf RTL)                |
| 17         | 13        | Das nächste Opfer            | Let Me Light The Way                          | 27. Mai 1977         | 7. Okt. 1992 (Auf RTL)                |

## Staffel 3
| Nr. (ges.) | Nr. (St.) | Deutscher Titel               | Originaltitel                            | Erstausstrahlung USA | Deutschsprachige Erstausstrahlung (D) |
| ---------- | --------- | ----------------------------- | ---------------------------------------- | -------------------- | ------------------------------------- |
| 18         | 01        | Mord ohne Leiche              | No Deadly Secret                         | 16. Sep. 1977        | 14. Okt. 1992 (Auf RTL)               |
| 19         | 02        | Ring frei für den Tod         | A Blow To The Head … A Blow To The Heart | 23. Sep. 1977        | 2. Aug. 1983 (Auf ARD)                |
| 20         | 03        | Tod eines Einbrechers         | A Dead Man’s Truth                       | 30. Sep. 1977        | 26. Mai 1981 (Auf ARD)                |
| 21         | 04        | Wann starb Holloway?          | A Question Of Time                       | 14. Okt. 1977        | 13. Okt. 1992 (Auf RTL)               |
| 22         | 05        | Zeuge Alkohol                 | Death Casts A Vote                       | 21. Okt. 1977        | 12. Jul. 1994 (Auf RTL)               |
| 23         | 06        | Die letzte Sekunde            | Tissue Of Truth                          | 28. Okt. 1977        | 24. Mär. 1981 (Auf ARD)               |
| 24         | 07        | Warteschleife                 | Holding Pattern                          | 4. Nov. 1977         | 15. Okt. 1992 (Auf RTL)               |
| 25         | 08        | Falscher Ehrgeiz              | Main Man                                 | 11. Nov. 1977        | 22. Okt. 1992 (Auf RTL)               |
| 26         | 09        | Das Heldensyndrom             | The Hero Syndrome                        | 18. Nov. 1977        | 18. Okt. 1992 (Auf RTL)               |
| 27         | 10        | Tödliche Berührung            | Touch Of Death                           | 2. Dez. 1977         | 21. Okt. 1992 (Auf RTL)               |
| 28         | 11        | Epidemie in Arizona           | The Deadly Connection                    | 9. Dez. 1977         | 12. Okt. 1992 (Auf RTL)               |
| 29         | 12        | Der letzte der Giganten       | Last Of The Dinosaurs                    | 16. Dez. 1977        | 30. Aug. 1983 (Auf ARD)               |
| 30         | 13        | Falscher Verdacht             | Crib Job                                 | 6. Jan. 1978         | 19. Okt. 1992 (Auf RTL)               |
| 31         | 14        | Ein falscher Totenschein      | Matters Of Life And Death                | 20. Jan. 1978        | 26. Okt. 1992 (Auf RTL)               |
| 32         | 15        | Späte Identifizierung         | Passing                                  | 27. Jan. 1978        | 20. Okt. 1992 (Auf RTL)               |
| 33         | 16        | Mord auf Raten                | Accomplice To Murder                     | 3. Feb. 1978         | 27. Okt. 1992 (Auf RTL)               |
| 34         | 17        | Die Urne bringt es an den Tag | Ashes To Ashes                           | 10. Feb. 1978        | 25. Okt. 1992 (Auf RTL)               |
| 35         | 18        | Acht Jahre auf Eis            | Gone But Not Forgotten                   | 17. Feb. 1978        | 28. Okt. 1992 (Auf RTL)               |
| 36         | 19        | Doppelter Tod                 | Double Death                             | 3. März 1978         | 16. Jun. 1981 (Auf ARD)               |
| 37         | 20        | Requiem für einen Lebenden    | Requiem For The Living                   | 10. März 1978        | 29. Okt. 1992 (Auf RTL)               |

## Staffel 4
| Nr. (ges.) | Nr. (St.) | Deutscher Titel             | Originaltitel                     | Erstausstrahlung USA | Deutschsprachige Erstausstrahlung (D) |
| ---------- | --------- | --------------------------- | --------------------------------- | -------------------- | ------------------------------------- |
| 39         | 01        | Nur noch sechs Stunden      | The Last Six Hours                | 21. Sep. 1978        | 27. Sep. 1983 (Auf ARD)               |
| 40         | 02        | Rennstrecke in den Tod      | Speed Trap                        | 28. Sep. 1978        | 7. Apr. 1981 (Auf ARD)                |
| 41         | 03        | Auge um Auge                | A Test For Living                 | 19. Okt. 1978        | 1. Nov. 1992 (Auf RTL)                |
| 42         | 04        | Die tödliche Spritze        | Death By Good Intentions          | 26. Okt. 1978        | 2. Nov. 1992 (Auf RTL)                |
| 43         | 05        | Geschwisterliebe            | Images                            | 2. Nov. 1978         | 16. Nov. 1992 (Auf RTL)               |
| 44         | 06        | Schlechte Aussichten        | Even Odds                         | 9. Nov. 1978         | 4. Nov. 1992 (Auf RTL)                |
| 45         | 07        | Tödlicher Stoff             | Dead And Alive                    | 16. Nov. 1978        | 7. Dez. 1992 (Auf RTL)                |
| 46         | 08        | Schatten der Vergangenheit  | No Way To Treat A Body            | 30. Nov. 1978        | 23. Nov. 1992 (Auf RTL)               |
| 47         | 09        | Die Nacht der Toten         | A Night To Raise The Dead         | 7. Dez. 1978         | 2. Nov. 1992 (Auf RTL)                |
| 48         | 10        | Wettlauf mit dem Tod        | A Question Of Death               | 4. Jan. 1979         | 8. Nov. 1992 (Auf RTL)                |
| 49         | 11        | Tatort Psychiatrie          | House Of No Return                | 11. Jan. 1979        | 30. Nov. 1992 (Auf RTL)               |
| 50         | 12        | Seltsame Freunde            | A Small Circle Of Friends         | 18. Jan. 1979        | 5. Nov. 1992 (Auf RTL)                |
| 51         | 13        | Geschäfte mit der Schönheit | The Depth Of Beauty               | 25. Jan. 1979        | 9. Nov. 1992 (Auf RTL)                |
| 52         | 14        | Schattenboxen, Teil 1       | Walk Softly Through The Night (1) | 1. Feb. 1979         | 28. Okt. 1992 (Auf RTL)               |
| 52         | 15        | Schattenboxen, Teil 2       | Walk Softly Through The Night (2) | 1. Feb. 1979         | 28. Okt. 1992 (Auf RTL)               |
| 53         | 16        | Über den Tod hinaus         | Aftermath                         | 8. Feb. 1979         | 9. Nov. 1992 (Auf RTL)                |
| 54         | 17        | Engel des Todes             | Dark Angel                        | 15. Feb. 1979        | 10. Nov. 1995 (Auf RTL)               |
| 55         | 18        | Kurpfuscherei               | Physician, Heal Thyself           | 22. Feb. 1979        | 11. Nov. 1992 (Auf RTL)               |
| 56         | 19        | Narben auf der Seele        | Promises To Keep                  | 1. März 1979         | 12. Nov. 1992 (Auf RTL)               |
| 57         | 20        | Tödliches Erbe              | Semper-Fidelis                    | 15. März 1979        | 15. Nov. 1992 (Auf RTL)               |
| 58         | 21        | Wettlauf mit der Zeit       | An Ounce Of Prevention            | 22. März 1979        | 22. Nov. 1992 (Auf RTL)               |
| 59         | 22        | Tödlicher Trick             | The Death Challenge               | 29. März 1979        | 10. Mär. 1981 (Auf ARD)               |
| 60         | 23        | Mord oder Selbstmord?       | The Eye Of The Needle             | 12. Apr. 1979        | 3. Nov. 1992 (Auf RTL)                |

## Staffel 5
| Nr. (ges.) | Nr. (St.) | Deutscher Titel                | Originaltitel                  | Erstausstrahlung USA | Deutschsprachige Erstausstrahlung (D) |
| ---------- | --------- | ------------------------------ | ------------------------------ | -------------------- | ------------------------------------- |
| 61         | 01        | Ein teurer Einstieg            | No Way To Treat A Flower       | 20. Sep. 1979        | 23. Nov. 1992 (Auf RTL)               |
| 62         | 02        | Alles Glück der Erde           | Dead Last                      | 27. Sep. 1979        | 25. Nov. 1992 (Auf RTL)               |
| 63         | 03        | Im Netz der Diplomatie         | By The Death Of A Child        | 4. Okt. 1979         | 29. Nov. 1992 (Auf RTL)               |
| 64         | 04        | Ein zerrüttetes Elternhaus     | Never A Child                  | 11. Okt. 1979        | 24. Nov. 1992 (Auf RTL)               |
| 65         | 05        | Der Mann mit dem Stock         | Hot Ice                        | 18. Okt. 1979        | 26. Nov. 1992 (Auf RTL)               |
| 66         | 06        | Das süße Land der Freiheit     | Sweet Land Of Liberty          | 25. Okt. 1979        | 30. Nov. 1992 (Auf RTL)               |
| 67         | 07        | Todesursache unbekannt         | Mode Of Death                  | 1. Nov. 1979         | 1. Dez. 1992 (Auf RTL)                |
| 68         | 08        | Das gebrochene Tabu            | Nowhere To Run                 | 8. Nov. 1979         | 2. Dez. 1992 (Auf RTL)                |
| 69         | 09        | Tödliche Banknoten             | The Money Plague               | 15. Nov. 1979        | 6. Dez. 1992 (Auf RTL)                |
| 70         | 10        | Blutige Geschäfte              | For The Benefit Of My Patients | 22. Nov. 1979        | 3. Dez. 1992 (Auf RTL)                |
| 71         | 11        | Die Todesfalle                 | Murder By S.O.P.               | 29. Nov. 1979        | 11. Okt. 1983 (Auf ARD)               |
| 72         | 12        | Misshandlungen                 | Honor Thy Elders               | 10. Jan. 1980        | 7. Dez. 1992 (Auf RTL)                |
| 73         | 13        | Politischer Mord               | Diplomatic Immunity            | 17. Jan. 1980        | 9. Dez. 1992 (Auf RTL)                |
| 74         | 14        | Gefängnis-Poker                | Riot                           | 31. Jan. 1980        | 4. Jan. 1993 (Auf RTL)                |
| 75         | 15        | Das falsche Medikament         | Cover-Up                       | 7. Feb. 1980         | 10. Dez. 1992 (Auf RTL)               |
| 76         | 16        | Alkohol am Steuer              | Unhappy Hour                   | 14. Feb. 1980        | 8. Dez. 1992 (Auf RTL)                |
| 77         | 17        | Sport ist Mord                 | The Winning Edge               | 21. Feb. 1980        | 11. Jan. 1993 (Auf RTL)               |
| 78         | 18        | Die Feindin                    | New Blood                      | 28. Feb. 1980        | 16. Aug. 1983 (Auf ARD)               |
| 79         | 19        | Gefährlicher Treffer           | TKO                            | 13. März 1980        | 1. Feb. 1993 (Auf RTL)                |
| 80         | 20        | Der letzte Freundschaftsdienst | The Final Gift                 | 20. März 1980        | 5. Mai 1981 (Auf ARD)                 |
| 81         | 21        | Tod im Stadion                 | Deadly Arena                   | 27. März 1980        | 19. Jul. 1994 (Auf RTL)               |
| 82         | 22        | Gefährlicher Krankentransport  | No Way To Treat A Patient      | 30. Apr. 1980        | 18. Jan. 1993 (Auf RTL)               |

## Staffel 6
| Nr. (ges.) | Nr. (St.) | Deutscher Titel          | Originaltitel                | Erstausstrahlung USA | Deutschsprachige Erstausstrahlung (D) |
| ---------- | --------- | ------------------------ | ---------------------------- | -------------------- | ------------------------------------- |
| 83         | 01        | Die Hetzjagd             | Last Rights                  | 16. Sep. 1980        | 26. Jul. 1994 (Auf RTL)               |
| 84         | 02        | Begründeter Zweifel      | A Matter Of Principle        | 12. Nov. 1980        | 22. Feb. 1993 (Auf RTL)               |
| 85         | 03        | Die falsche Blutprobe    | Last Day, First Day          | 19. Nov. 1980        | 9. Aug. 1994 (Auf RTL)                |
| 86         | 04        | Der Tod kommt nachts     | The Night Killer             | 26. Nov. 1980        | 6. Sep. 1994 (Auf RTL)                |
| 87         | 05        | Tod eines Champions      | The Hope Of Elkwood          | 3. Dez. 1980         | 30. Aug. 1994 (Auf RTL)               |
| 88         | 06        | Der schwarze Tod         | Welcome To Paradise Palms    | 17. Dez. 1980        | 28. Dez. 1992 (Auf RTL)               |
| 89         | 07        | Das Wunder von San Remos | By Their Faith               | 7. Jan. 1981         | 23. Aug. 1994 (Auf RTL)               |
| 90         | 08        | Das Fehlurteil           | Stain Of Guilt               | 14. Jan. 1981        | 26. Jul. 1993 (Auf RTL)               |
| 91         | 09        | Mord im Museum           | Dear Mummy                   | 21. Jan. 1981        | 19. Jul. 1993 (Auf RTL)               |
| 92         | 10        | Der eiskalte Engel       | Of All Sad Words             | 11. März 1981        | 2. Aug. 1993 (Auf RTL)                |
| 93         | 11        | Tödliches Aspirin        | Headhunters                  | 4. Feb. 1981         | 25. Jan. 1993 (Auf RTL)               |
| 94         | 12        | Tödliche Fluten          | Scream To The Skies          | 11. Feb. 1981        | 16. Aug. 1994 (Auf RTL)               |
| 95         | 13        | Der Geschworene          | Jury Duty                    | 18. Feb. 1981        | 4. Okt. 1994 (Auf RTL)                |
| 96         | 14        | Im Namen der Kinder      | Who Speaks For The Children? | 25. Feb. 1981        | 13. Sep. 1994 (Auf RTL)               |
| 97         | 15        | David und Goliath        | Seldom Silent, Never Heard   | 4. März 1981         | 11. Okt. 1994 (Auf RTL)               |
| 98         | 16        | Das Attentat             | To Kill In Plain Sight       | 18. März 1981        | 20. Sep. 1994 (Auf RTL)               |
| 99         | 17        | Die Schlankheitsdiät     | Sugar And Spice              | 1. Apr. 1981         | 9. Aug. 1993 (Auf RTL)                |
| 100        | 18        | Selbstjustiz             | Vigil Of Fear                | 6. Mai 1981          | 27. Sep. 1994 (Auf RTL)               |

## Staffel 7
| Nr. (ges.) | Nr. (St.) | Deutscher Titel               | Originaltitel                 | Erstausstrahlung USA | Deutschsprachige Erstausstrahlung (D) |
| ---------- | --------- | ----------------------------- | ----------------------------- | -------------------- | ------------------------------------- |
| 101        | 01        | Tod im Kühlraum               | Memories Of Allison           | 28. Okt. 1981        | 30. Aug. 1993 (Auf RTL)               |
| 102        | 02        | Zweifelhafte Notaufnahme      | The Golden Hour               | 4. Nov. 1981         | 16. Aug. 1993 (Auf RTL)               |
| 103        | 03        | Kreuzfahrt in den Tod, Teil 1 | Slow Boat To Madness (1)      | 11. Nov. 1981        | 11. Jul. 1994 (Auf RTL)               |
| 104        | 04        | Kreuzfahrt in den Tod, Teil 2 | Slow Boat To Madness (2)      | 18. Nov. 1981        | 11. Jul. 1994 (Auf RTL)               |
| 105        | 05        | Ernüchternde Tatsache         | D.U.I.                        | 2. Dez. 1981         | 22. Mär. 1994 (Auf RTL)               |
| 106        | 06        | Die Behindertenschule         | For Want Of A Horse           | 9. Dez. 1981         | 23. Aug. 1993 (Auf RTL)               |
| 107        | 07        | Der Psychiater und der Tod    | Gentle Into That Good Night   | 16. Dez. 1981        | 21. Mär. 1994 (Auf RTL)               |
| 108        | 08        | Nachtfahrt in den Tod         | Dead Stop                     | 23. Dez. 1981        | 14. Sep. 1993 (Auf RTL)               |
| 109        | 09        | Schwarze Schönheiten          | Bitter Pill                   | 6. Jan. 1982         | 26. Apr. 1994 (Auf RTL)               |
| 110        | 10        | Drei Mörder, ein Killer       | Guns Don’t Die                | 13. Jan. 1982        | 19. Okt. 1993 (Auf RTL)               |
| 111        | 11        | Pferdefuß                     | When Luck Ran Out             | 20. Jan. 1982        | 6. Sep. 1993 (Auf RTL)                |
| 112        | 12        | Brandstifter                  | Smoke Screen                  | 27. Jan. 1982        | 28. Sep. 1993 (Auf RTL)               |
| 113        | 13        | Geboren, um zu sterben        | For Love Of Joshua            | 3. Feb. 1982         | 3. Mai 1994 (Auf RTL)                 |
| 114        | 14        | Ein unvollständiges Gesetz    | Into The Murdering Mind       | 10. Feb. 1982        | 29. Mär. 1994 (Auf RTL)               |
| 115        | 15        | Der unsichtbare Tod           | To Clear The Air              | 17. Feb. 1982        | 28. Mär. 1994 (Auf RTL)               |
| 116        | 16        | Tödliche Erinnerungen         | The Shadow Of Death           | 24. Feb. 1982        | 26. Okt. 1993 (Auf RTL)               |
| 117        | 17        | Folgenschwerer Irrtum         | The Flight Of The Nightingale | 3. März 1982         | 21. Sep. 1993 (Auf RTL)               |
| 118        | 18        | Der Teufel                    | Stolen Tears                  | 17. März 1982        | 2. Nov. 1993 (Auf RTL)                |
| 119        | 19        | Die Kette                     | The Face Of Fear              | 24. März 1982        | 4. Jan. 1994 (Auf RTL)                |
| 120        | 20        | Quincy im Abseits             | Expert In Murder              | 31. März 1982        | 8. Feb. 1994 (Auf RTL)                |
| 121        | 21        | Die Autobombe                 | The Unquiet Grave             | 7. Apr. 1982         | 30. Nov. 1993 (Auf RTL)               |
| 122        | 22        | Tödliche Einweihungsfeier     | The Last Of Leadbottom        | 28. Apr. 1982        | 11. Jan. 1994 (Auf RTL)               |
| 123        | 23        | Gefährliche Wachhunde         | Deadly Protection             | 5. Mai 1982          | 16. Nov. 1993 (Auf RTL)               |
| 124        | 24        | Die Mutprobe                  | The Mourning After            | 12. Mai 1982         | 14. Dez. 1993 (Auf RTL)               |

## Staffel 8
| Nr. (ges.) | Nr. (St.) | Deutscher Titel               | Originaltitel                           | Erstausstrahlung USA | Deutschsprachige Erstausstrahlung (D) |
| ---------- | --------- | ----------------------------- | --------------------------------------- | -------------------- | ------------------------------------- |
| 125        | 01        | Tödlicher Fehlschuss          | Baby Rattlesnakes                       | 29. Sep. 1982        | 10. Mai 1994 (Auf RTL)                |
| 126        | 02        | Chirurgen und ihre Gesetze    | A Ghost Of A Chance                     | 6. Okt. 1982         | 15. Feb. 1994 (Auf RTL)               |
| 127        | 03        | Kranke ohne Lobby             | Give Me Your Weak                       | 27. Okt. 1982        | 19. Apr. 1994 (Auf RTL)               |
| 128        | 04        | Flaschengeister               | Dying For A Drink                       | 3. Nov. 1982         | 22. Feb. 1994 (Auf RTL)               |
| 129        | 05        | Tod eines Kindes              | Unreasonable Doubt                      | 10. Nov. 1982        | 17. Mai 1994 (Auf RTL)                |
| 130        | 06        | Die Verschwörung              | Sleeping Dogs                           | 17. Nov. 1982        | 28. Dez. 1993 (Auf RTL)               |
| 131        | 07        | Wissenschaft und Wallstreet   | Science For Sale                        | 24. Nov. 1982        | 18. Jan. 1994 (Auf RTL)               |
| 132        | 08        | Die Droge Musik               | Next Stop, Nowhere                      | 1. Dez. 1982         | 5. Apr. 1994 (Auf RTL)                |
| 133        | 09        | Tod einer Geisel              | Across The Line                         | 8. Dez. 1982         | 21. Dez. 1993 (Auf RTL)               |
| 134        | 10        | Blutrache                     | Sword Of Honor, Blade Of Death          | 15. Dez. 1982        | 8. Mär. 1994 (Auf RTL)                |
| 135        | 11        | Die Lücke im Gesetz           | The Law Is A Fool                       | 5. Jan. 1983         | 25. Jan. 1994 (Auf RTL)               |
| 136        | 12        | Der Schmutz der Vergangenheit | Guilty Until Proven Innocent            | 12. Jan. 1983        | 11. Mär. 1994 (Auf RTL)               |
| 137        | 13        | Unbeachtete Signale           | Cry For Help                            | 19. Jan. 1983        | 15. Mär. 1994 (Auf RTL)               |
| 138        | 14        | Welt ohne Wörter              | A Loss For Words                        | 26. Jan. 1983        | 1. Feb. 1994 (Auf RTL)                |
| 139        | 15        | Das zweite Gesicht            | Beyond The Open Door                    | 2. Feb. 1983         | 24. Mai 1994 (Auf RTL)                |
| 140        | 16        | Weißer Tornado                | On Dying High                           | 9. Feb. 1983         | 31. Mai 1994 (Auf RTL)                |
| 141        | 17        | Quincys Hochzeit, Teil 1      | Quincy’s Wedding (1)                    | 16. Feb. 1983        | 1. Jun. 1994 (Auf RTL)                |
| 142        | 18        | Quincys Hochzeit, Teil 2      | Quincy’s Wedding (2)                    | 23. Feb. 1983        | 1. Jun. 1994 (Auf RTL)                |
| 143        | 19        | Mord im Schnee                | Murder On Ice                           | 9. März 1983         | 7. Jun. 1994 (Auf RTL)                |
| 144        | 20        | Der dritte Musketier          | Women Of Valor                          | 16. März 1983        | 12. Apr. 1994 (Auf RTL)               |
| 145        | 21        | Tödliche Fürsorge             | Suffer The Little Children              | 23. März 1983        | 14. Jun. 1994 (Auf RTL)               |
| 146        | 22        | Der Überfall                  | An Act Of Violence                      | 27. Apr. 1983        | 21. Jun. 1994 (Auf RTL)               |
| 147        | 23        | Rätselhaftes Blut             | Whatever Happened To Morris Perlmutter? | 4. Mai 1983          | 28. Jun. 1994 (Auf RTL)               |
| 148        | 24        | Der zweite Arm                | The Cutting Edge                        | 11. Mai 1983         | 5. Jul. 1994 (Auf RTL)                |